# Jean Tardieu
Pour les articles homonymes, voir Tardieu.
 (janvier 2016).
Jean Tardieu, né le 1er novembre 1903 à Saint-Germain-de-Joux (Ain) et mort le 27 janvier 1995 à Créteil (Val-de-Marne), est un écrivain, poète français et mécanicien.
Inventeur extrêmement fécond, qui s'est essayé à produire dans tous les genres et tous les tons : humoriste aussi bien que métaphysicien, dramaturge et poète lyrique ou formaliste, il a déployé en plus de soixante ans une créativité exceptionnelle, faisant alterner une poétique classique avec le vers libre ou les tentatives audacieuses de l'écriture informelle. Avec une inquiétude métaphysique dissimulée sous l'humour, Jean Tardieu n'a cessé de se « demander sans fin comment on peut écrire quelque chose qui ait un sens ».

## Biographie
Jean Tardieu naît dans une famille aisée et sa jeunesse se déroule entre musique et peinture. Il est le fils de Victor Tardieu, peintre de talent qui peignait des toiles de grand format, et fonda l'école des Beaux-arts de l'Indochine, lui-même fils d'un dessinateur parisien sur soieries établi à Lyon ; sa mère, Caroline Luigini, née dans une famille de musiciens, était professeur de harpe. La famille réside en hiver à Paris, rue Chaptal, et l'été, dans la propriété d'Orliénas. L'influence de la musique, que Jean Tardieu pratique avec aisance, va s'exercer sur son œuvre en lui révélant un au-delà du sensible que seuls les artistes ont le pouvoir de dévoiler. Plusieurs de ses œuvres poétiques ont d'ailleurs été mises en musique par les compositeurs Henri Cliquet-Pleyel, Marius Constant, Henri Sauguet, et Pierre-Max Dubois, entre autres.
Enfant insouciant et heureux, il fait ses études au lycée Condorcet, où il est le condisciple d'Albert-Marie Schmidt et où il rencontre aussi Lanza del Vasto. En 1920-1921, il est en classe de philosophie, discipline qui fait brusquement accéder l'adolescent aux « grandes questions ». À quelques mois du baccalauréat, il connaît, devant l'image que lui renvoie le miroir, l'expérience tragique de la distance entre le moi et cette image du soi :

« Je ne serai jamais que l'ombre folle 
 d'un inconnu qui garde ses secrets […] 
Et quand je me regarde dans la glace, je vois un étranger. 
 Un étranger narquois et méchant qui va fondre sur moi. »

— J. Tardieu, Étranger, Le Fleuve caché (1933)
Cette crise qu'il qualifiera de « névrotique » (en fait, un bref épisode d'asomatognosie,[réf. nécessaire] expliquant peut-être cette « ligne de fracture » parcourant une longue partie de son œuvre) entraîne une grave dépression qui l'oblige à interrompre ses études, et lui fait connaître à partir de là une angoisse métaphysique et existentielle : la conscience du poète s'est ainsi éveillée à l'énigme d'exister, au mystère de l'Être. Dès lors, il ne cessera d'interroger cette part d'ombre, à la fois inquiétante et fertile : « Cette nuit si terrible apparaît bénéfique si nous l'embrassons, les yeux ouverts, dans la vérité du regard », écrit-il dans Obscurité du Jour en 1954.
Durant les vacances scolaires, Jean Tardieu séjourne près de Bellegarde-sur-Valserine où habite un oncle ; il garde dans sa poésie l'image symbolique des pertes des deux fleuves, le Rhône et la Valserine, qui coulent dans cette région : 

« Toute ma vie est marquée par l'image de ces fleuves, cachés ou perdus au pied des montagnes. Comme eux, l'aspect des choses, pour moi, plonge et se joue entre la présence et l'absence. Tout ce que je touche a sa moitié de pierre et sa moitié d'écume. »

— J. Tardieu, La Part de l'ombre
 En 1923, alors qu'il prépare une licence en droit, il participe aux Entretiens d'été organisés à Pontigny par Paul Desjardins à qui l'a présenté son camarade et ami Jacques Heurgon ; il découvre alors la poésie de Paul Valéry et celle de Friedrich Hölderlin, dont il traduit Archipelagus en 1931. Ses premiers textes sont publiés en septembre 1927 dans La Nouvelle Revue française.
Jean Tardieu a travaillé aux Musées Nationaux, puis chez Hachette et, après la guerre, à la Radiodiffusion française. Il a été le traducteur de Goethe et de Hölderlin, il a reçu le Grand Prix de littérature de la Société des Gens de Lettres et le prix de la langue française en 1986, après le grand prix de poésie de l'Académie française en 1972.
Il habitait Gerberoy dans les années 1980 à 1995. Il est mort à l'âge de 91 ans. Son épouse est décédée en 1998.

## Analyse de l'œuvre
Difficilement classable, poète avant tout et surtout, Jean Tardieu a remis en jeu les conventions des genres et tente des expériences à propos du langage poétique et de sa relation avec le langage de tous les jours. Amis de plusieurs membres de l'Oulipo, de Raymond Queneau à Jacques Bens, il en est l'invité d'honneur en 1967.
Il écrit aussi pour le théâtre de courtes pièces dans lesquelles ses recherches sont proches de celles de l'art abstrait et de la musique : comme l'indique l'auteur lui-même, ce sont des Poèmes à jouer, le jeu portant sur des thèmes formels plus que sur le contenu de la pièce. Il travaille à la radio pendant une vingtaine d'années, publiant en 1969 Grandeur et faiblesse de la Radio en collaboration avec Cherif Khaznadar (Club d'essai).
Jean Tardieu sait aussi utiliser la poésie comme un art engagé comme le montrent les poèmes publiés entre 1941 et 1944 dans les numéros clandestins des Lettres françaises, entre autres Oradour. En 1946, il fait paraître un recueil de poèmes du temps de la Résistance sous le titre Les Dieux étouffés.
Son livre On vient chercher Monsieur Jean, publié en 1990, retrace de façon vagabonde des souvenirs en relation avec sa vocation d'écrivain, dont les signes avant-coureurs se perçoivent dès l'enfance. Il est une bonne introduction à l'univers de l'auteur, à la fois par l'évocation de son environnement spatial (Paris, essentiellement) et temporel, par celui de ses rencontres significatives, et par ses réflexions très fines sur sa démarche personnelle de création.

## Œuvres

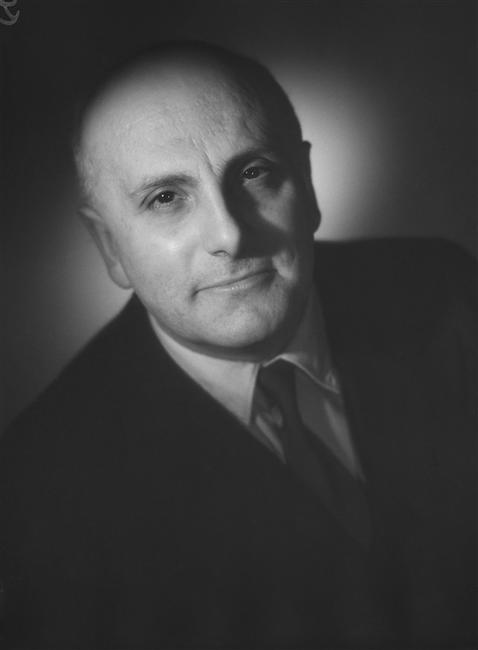
Jean Tardieu en 1946 (photo studio Harcourt).

- Œuvres, édité chez Gallimard dans la collection Quarto, retrace le parcours littéraire, biographique et bibliographique de Jean Tardieu.
- Le ciel a eu le temps de changer, correspondance 1922-1944 de Jean Tardieu avec l'universitaire et étruscologue Jacques Heurgon, 272 p., 2004  (ISBN 2908295741)[3].

### Poésie aux éditions Gallimard
- 1939 : Accents
- 1943 : Le Témoin invisible
- 1947 : Jours pétrifiés
- 1985 : Le coeur en boucle
- 1954 : Une voix sans personne
- 1961 : Choix de poèmes 1924-1954
- 1961 : Histoires obscures
- 1968 : Le Fleuve caché
- 1972 : La Part de l'ombre (choix de proses)
- 1976 : Formeries
- 1979 : Comme ceci, comme cela
- 1986 : Margeries, poèmes inédits 1910-1985.
- 1986 : L'Accent grave et l'accent aigu (reprend Formeries, Comme ceci comme cela, Les Tours de Trébizonde)
- 1986 : Poèmes à voir

### Prose aux éditions Gallimard
- Figures, poèmes en prose
- La Première Personne du singulier, 1952
- Pages d'écriture
- Les Portes de toile
- Le Professeur Froeppel
- Les Tours de Trébizonde
- On vient chercher Monsieur Jean, 1990
- Le Miroir ébloui
- Lettres de Hanoï, édition bilingue en 2005, puis dans la Collection blanche en 2024.
- L'Amateur de théâtre.
- Lettre de Hanoï publication posthume 1997

### Théâtre aux éditions Gallimard
- Un mot pour un autre
- Théâtre de chambre
- Poèmes à jouer
- Une soirée en Provence ou Le mot et le cri
- La Cité sans sommeil
- La Comédie du langage, suivi de La Triple Mort du client 1987
- La Comédie de la comédie (ou "Oswald et Zénaïde", ou "Les Apartés") 1966
- La Comédie du drame
- La Sonate et les trois messieurs ou Comment parler musique
- Finissez vos phrases
- Il y avait foule au manoir

### Éditions illustrées chez Gallimard
- Jours pétrifiés, poèmes avec six pointes sèches de Roger Vieillard.
- L'Espace et la flûte, poèmes, variations sur douze dessins de Pablo Picasso.
- Conversation-sinfonietta, essai d'orchestration typographique par Robert Massin.

### Livres illustrés pour enfants aux éditions Gallimard
- Il était une fois, deux fois, trois fois... ou la table de multiplication mise en vers, illustrations d'Élie Lascaux.

### Chez d'autres éditeurs
- Le Fleuve caché (Jacques Schiffrin).
- Poèmes (Le Seuil).
- Les Dieux étouffés (Seghers).
- Bazaine, Estève, Lapicque, en collaboration avec André Frénaud et Jean lescure (éd. Louis Carré).
- Le Démon de l'irréalité (Ides et calendes).
- Charles d'Orléans (PUF).
- Le Farouche à quatre feuilles, en collaboration avec André Breton, Lise Deharme et Julien Gracq (Grasset).
- De la peinture abstraite (Mermod).
- Jacques Villon, préface pour le catalogue d'exposition (Louis Carré).
- André Jordan et l'attention à l'humain, catalogue d'exposition (Galerie Charpentier).
- Hans Hartung (Hazan).
- Hollande (Maeght).
- C’est-à-dire (éd. Georges Richar).
- Déserts plissés, poèmes sur des frottages de Max Ernst (Bölliger).
- Obscurité du jour (Skira).
- Un monde ignoré, poèmes sur des photographies de Hans Hartung (Skira).
- Le Parquet se soulève (Brunidor-Apeïros).
- L'Ombre la branche (Adrien Maeght).
- Des idées et des ombres (Éditions R.L.D.).
- Un Lot de joyeuses affiches (R.L.D.).
- Carta Canta (chez Lydie et Robert Dutrou).
- Causeries devant la fenêtre, entretiens avec Jean-Pierre Vallotton (PAP).
- Conversation (poésie)
- Les épaves reconnues, le poème illustre neufs gravures de Maïlys Seydoux-Dumas[10].
- Interpellations, onze extraits de poème illustre onze gravures de Maïlys Seydoux-Dumas.
- Les Abysses, un extrait du poème La Part de l'Ombre illustre onze eaux fortes de Maïlys Seydoux-Dumas.